# Tamonea spicata
Tamonea spicata là một loài thực vật có hoa trong họ Cỏ roi ngựa. Loài này được Aubl. miêu tả khoa học đầu tiên năm 1775.